# Federazione di rugby a 15 del Messico
La Federazione messicana di rugby (spagnolo: Federación Mexicana de Rugby) è il corpo che governa il rugby a 15 in Messico.
Affiliata a World Rugby, è inclusa fra le nazionali di terzo livello senza esperienze di Coppa del Mondo.
Per competenza territoriale è membro di Rugby Americas North, ma figura come associata anche alla Sudamérica Rugby.
L'attuale presidente è 	Francisco Echeguren